# Antonio Lara
Antonio Lara (Villaputzu, 1886 – Villaputzu, 1979) è stato un musicista italiano, suonatore di launeddas, arcaico strumento musicale della Sardegna.  Secondo F. Weis Bentzon aveva una conoscenza completa del repertorio musicale di tutti i "cuntzertus", cosicché si può essere assolutamente certi del valore delle sue esecuzioni come espressione di pratica corretta.
Apparteneva ad una famiglia di suonatori e, con il fratello Emanuele, aveva appreso la tecnica delle launeddas dal padre Giuseppe, divenendo ben presto uno dei più rinomati esecutori.
Antonio Lara fu uno degli ultimi suonatori che aveva abbinato la pratica di suonatore al mestiere di ciabattino, accostamento tradizionalmente assai diffuso. Il Lara impiegava gli stessi utensili da ciabattino per costruire le launeddas. Era stato scelto da Bentzon per registrare numerosi cunzertus.